# バレンティーナ・ティロッツィ
バレンティーナ・ティロッツィ（Valentina Tirozzi、1986年3月26日 - ）は、イタリアの女子バレーボール選手。ポジションはアウトサイドヒッター。イタリア代表。

## 来歴

### クラブチーム
アヴェッリーノ出身。2000年、セリエB2のPallavolo Napoliに入団し、プロとしてのキャリアをスタートさせる。2003/04シーズンにヴィチェンツァへ移籍しセリエA1に出場。その後、数々のチームを渡り歩き、2007/08シーズンに再びヴィチェンツァに加入し2年間プレーした。2009/10シーズンはPieralisi Jesiに移籍し、リーグ戦で4位となった。2010/11シーズンはRiver Volleyで、2011/12シーズンはRobur Tiboni Urbino Volleyでプレーした。2013/14シーズンはイモコ・コネリアーノに加入し、リーグ戦で3位、欧州チャンピオンズリーグでベスト8となった。2014/15シーズンから3年間はカザルマッジョーレでプレーした。2014/15シーズンのセリエAのリーグ戦で優勝し、自身もMVPに選ばれた。2015/16シーズンの欧州チャンピオンズリーグで金メダルを獲得した。2016年の世界クラブ選手権で銀メダルを獲得した。2018/19シーズンに再びイモコ・コネリアーノでプレーし、セリエAリーグで優勝した。

### 代表チームの
2013年、イタリア代表に初選出される。2015年のワールドグランプリに出場した。

## 球歴
- ワールドグランプリ - 2015年、2017年

## 受賞歴
- 2015年 2014-15イタリアセリエA　MVP

## 所属クラブ
- Pallavolo Napoli（2000-2003年）
- ヴィチェンツァ・バレー（2003-2005年）
- Minerva Volley Pavie（2005-2006年）
- Florens Volley Castellana Grotte（2006-2007年）
- ヴィチェンツァ・バレー（2008-2009年）
- Giannino Pieralisi（2009-2010年）
- River Volley Piacenza（2010-2011年）
- Robur Tiboni Volley Urbino（2011-2012年）
- スカボリーニ・ペーザロ（2012-2013年）
- イモコ・コネリアーノ（2013-2014年）
- カザルマッジョーレ（2014-2017年）
- イル・ビゾンテ・フィレンツェ（2017-2018年）
- イモコ・コネリアーノ（2018-2019年）
- Volley Talmassons（2020-2021年）